# ČSD-Baureihe E 499.0
Die ČSD-Baureihe E 499.0 (ab 1988: Baureihe 140) sind elektrische Lokomotiven der einstigen Tschechoslowakischen Staatsbahnen (ČSD) für das 3-kV-Gleichstromsystem im Norden und Osten der ehemaligen Tschechoslowakei.

## Geschichte
Nach dem Zweiten Weltkrieg entschieden die ČSD, das tschechoslowakische Eisenbahnnetz zukünftig mit einer Gleichspannung von 3000 Volt zu elektrifizieren. Škoda in Plzeň erhielt 1946 den Auftrag zum Bau der dafür benötigten Lokomotiven. Mangels Erfahrung im Bau elektrischer Lokomotiven erwarb Škoda Lizenzen von der SLM in Winterthur und von Sécheron in Genf. Vorbild im mechanischen Teil waren die 1944–45 entwickelte Ae 4/4 der Bern-Lötschberg-Simplon-Bahn, von denen die Konzeption als laufachslose, vierachsige Drehgestelllokomotive übernommen wurde.

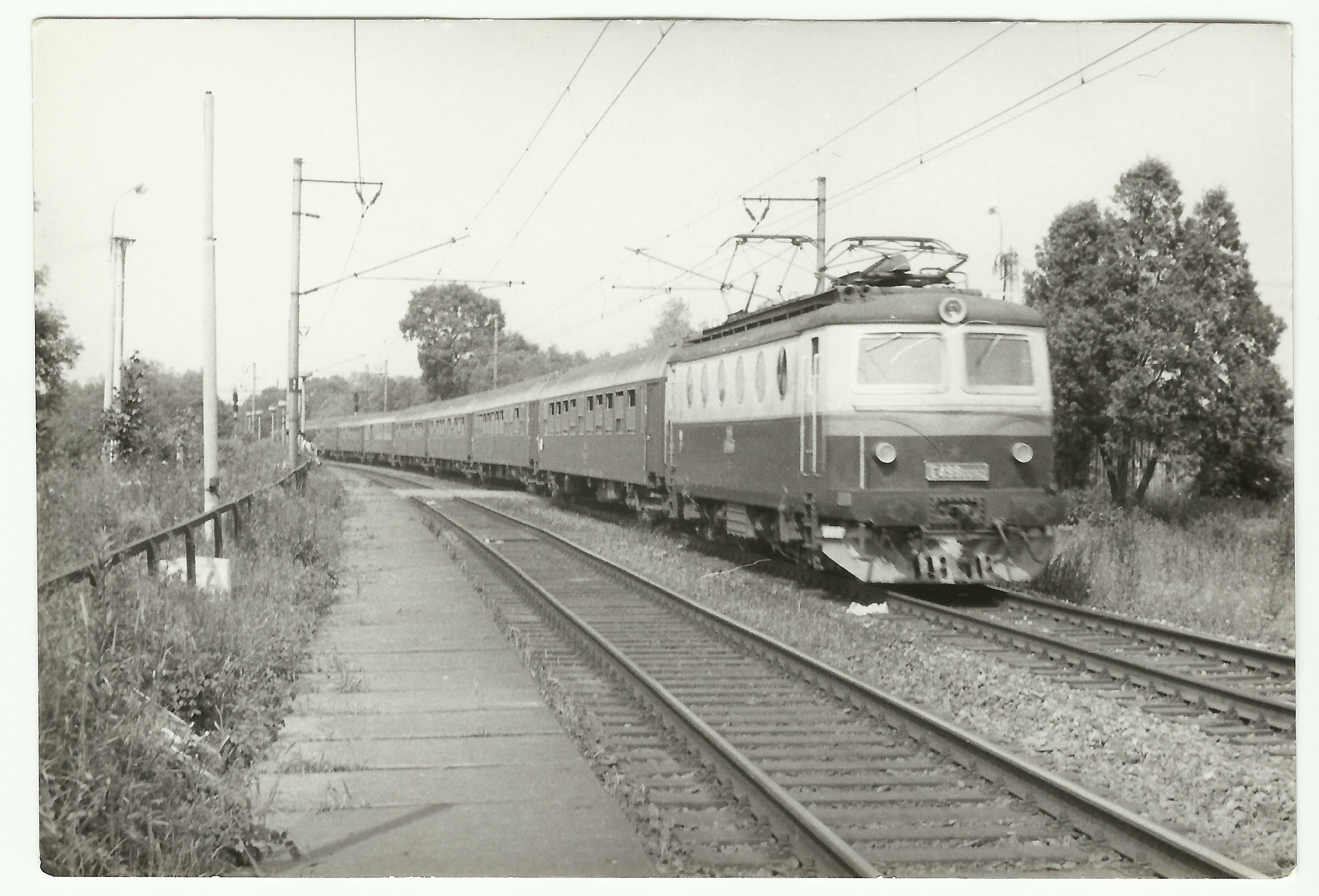
E 499.0032 vor einem Schnellzug in Polanka nad Odrou (1989)

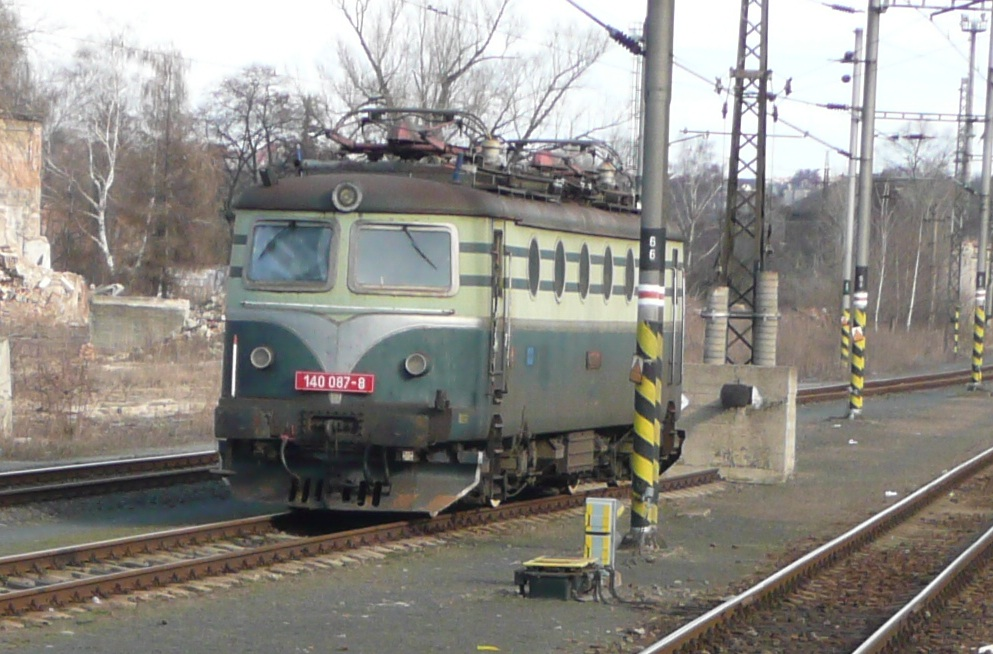
140 087 in Kralupy nad Vltavou hl. n. (2010)

Nach Ablieferung der Prototypen gab es bei den ČSD zunächst noch keine Strecken, die mit 3 kV Gleichspannung elektrifiziert waren. Lediglich im Prager Knoten gab es ein mit 1500 Volt Gleichspannung elektrifiziertes Netz, auf dem die Lokomotiven (mit halber Leistung) verwendet werden konnten. Die umfassende Erprobung der neuen Lokomotiven fand deshalb in Polen statt. Erst nach Fertigstellung der ersten elektrifizierten Abschnitte auf der Bahnstrecke Košice–Žilina kamen sie dann ab 1956 planmäßig im Netz der ČSD zum Einsatz. Der Preis für die Lokomotiven lag anfangs bei etwas unter drei Millionen Kronen, die Serienlokomotiven wurden für 1,8 Millionen Kronen gebaut.
Konstruktiv ähnliche Lokomotiven wurden 1957 in die Sowjetunion als SŽD-Baureihe ЧС1 (Typ 24E) und 1958 nach Nordkorea (Typ 22E) geliefert.
Als Nachfolger wurde ab 1957 die ČSD-Baureihe E 499.1 gefertigt, die vor allem Änderungen im mechanischen Teil aufweist. Dabei wurden insbesondere lizenzgebundene Baugruppen durch Eigenentwicklungen ersetzt.
Ab den 1980er Jahren wurden die Lokomotiven von der moderneren Reihe 162 zunächst aus hochwertigen Diensten verdrängt. Mit Einführung des EDV-Nummernplanes erhielten die Lokomotiven 1988 die neue Baureihennummer 140.
Die meisten Lokomotiven kamen nach der Auflösung der Tschechoslowakei am 1. Januar 1993 noch zu den Nachfolgebahnen České dráhy (ČD) in Tschechien und Železnice Slovenskej republiky (ŽSR) in der Slowakei. Die ČD musterte die verbliebenen Lokomotiven infolge des Verkehrsrückganges im Güterverkehr bis etwa 2000 aus, in der Slowakei blieben sie noch etwas länger im Einsatz. Einige Lokomotiven wurden nach ihrer Ausmusterung auch an die polnischen EVU Rail Polska, STK und CTL Logistics verkauft. Dort wurden sie als Reihe ET13 geführt und im Güterzugverkehr eingesetzt.
Einige Lokomotiven werden museal erhalten. Die 140 004 und 085 gehören als betriebsfähige Museumslokomotiven weiterhin zum Bestand der ČD, die 140 089 ist als Exponat im Depot Chomutov des Technisches Nationalmuseums Prag hinterstellt. Die 140 001, 005 und 047 sind Eigentum des Eisenbahnmuseums der Slowakischen Republik.

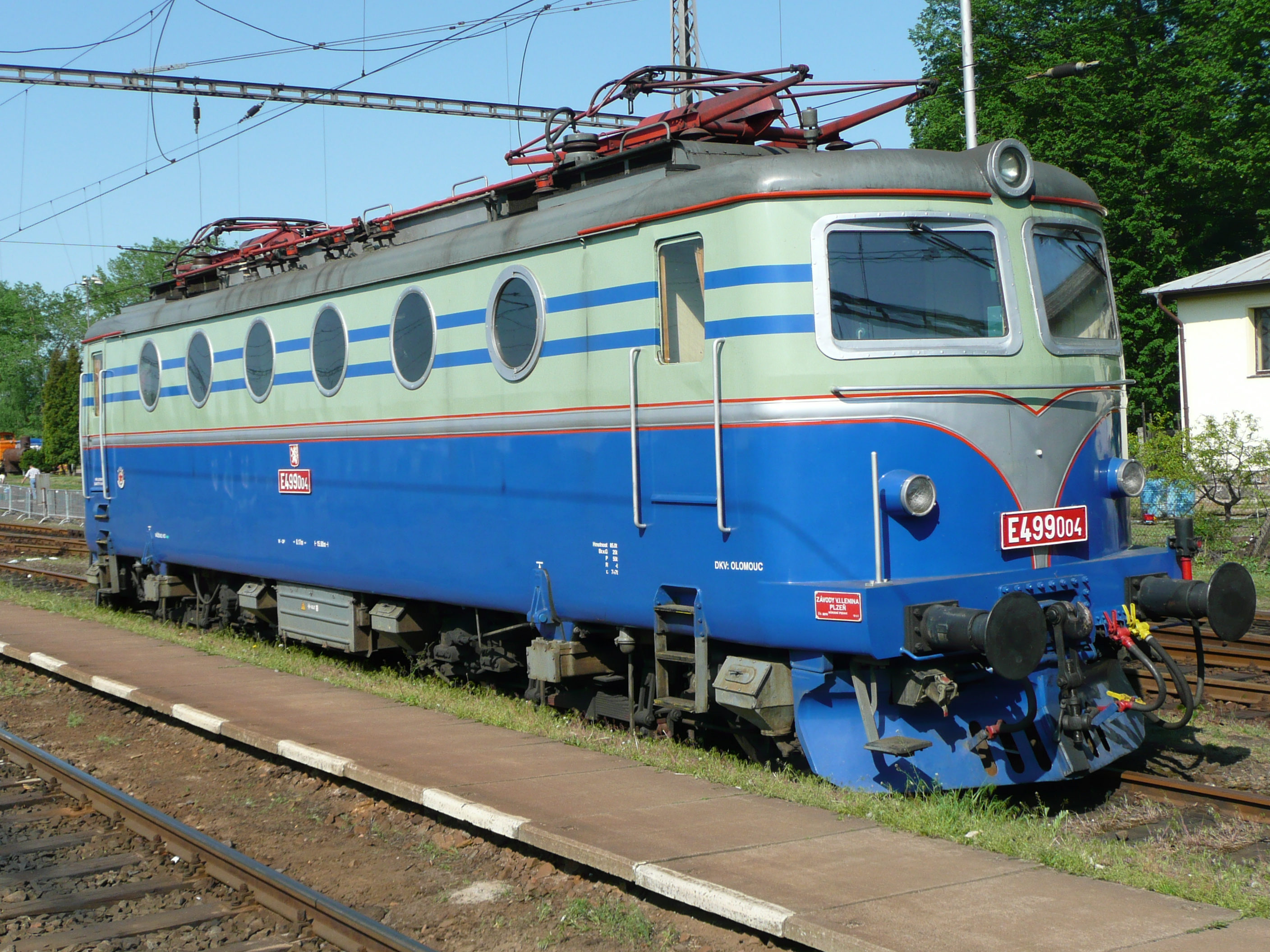
140 004
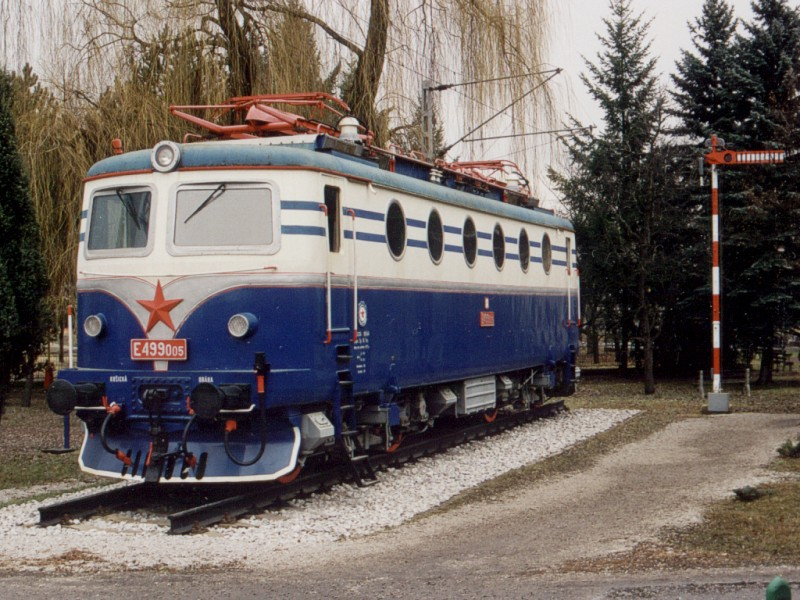
140 005
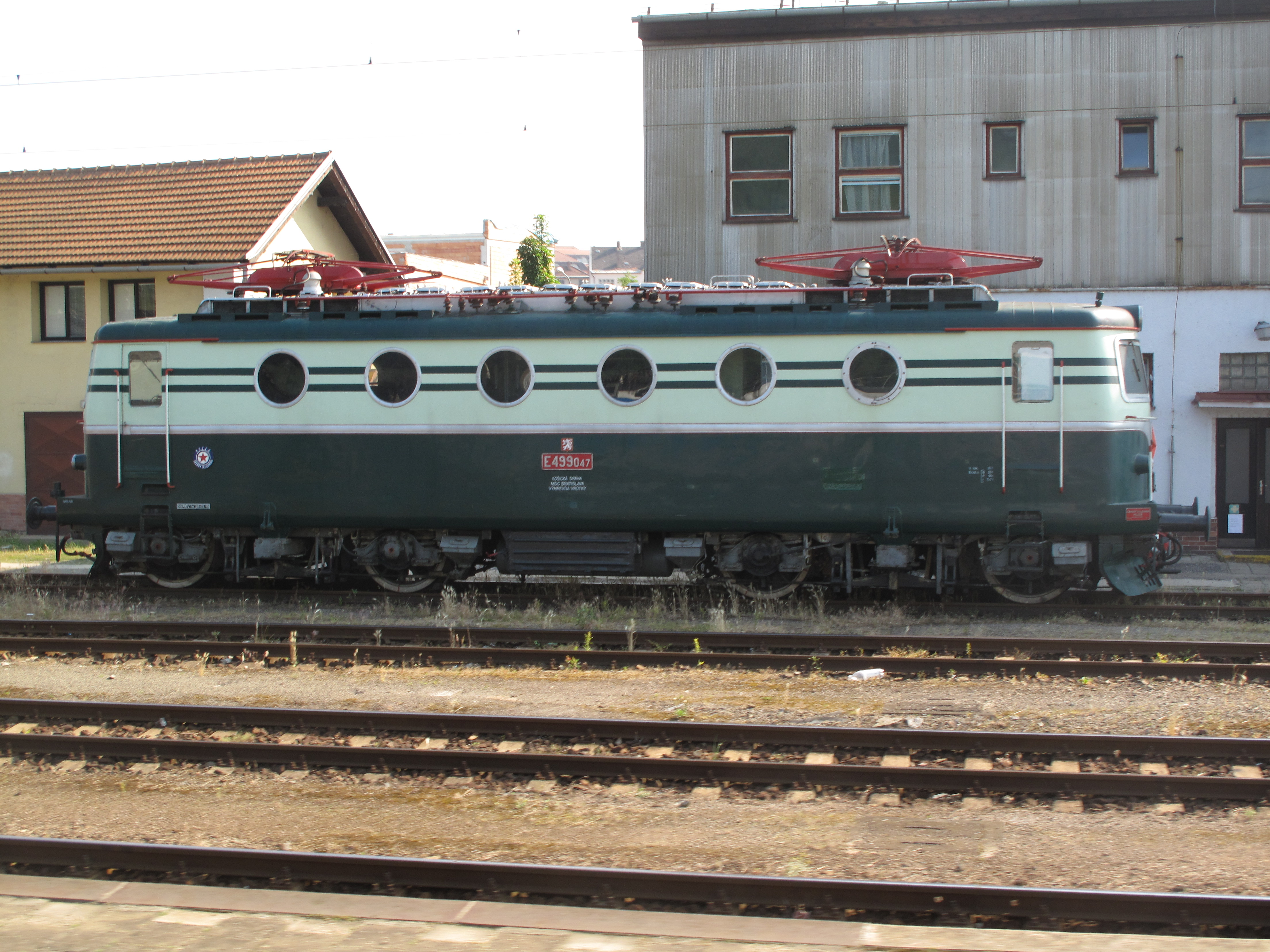
140 047
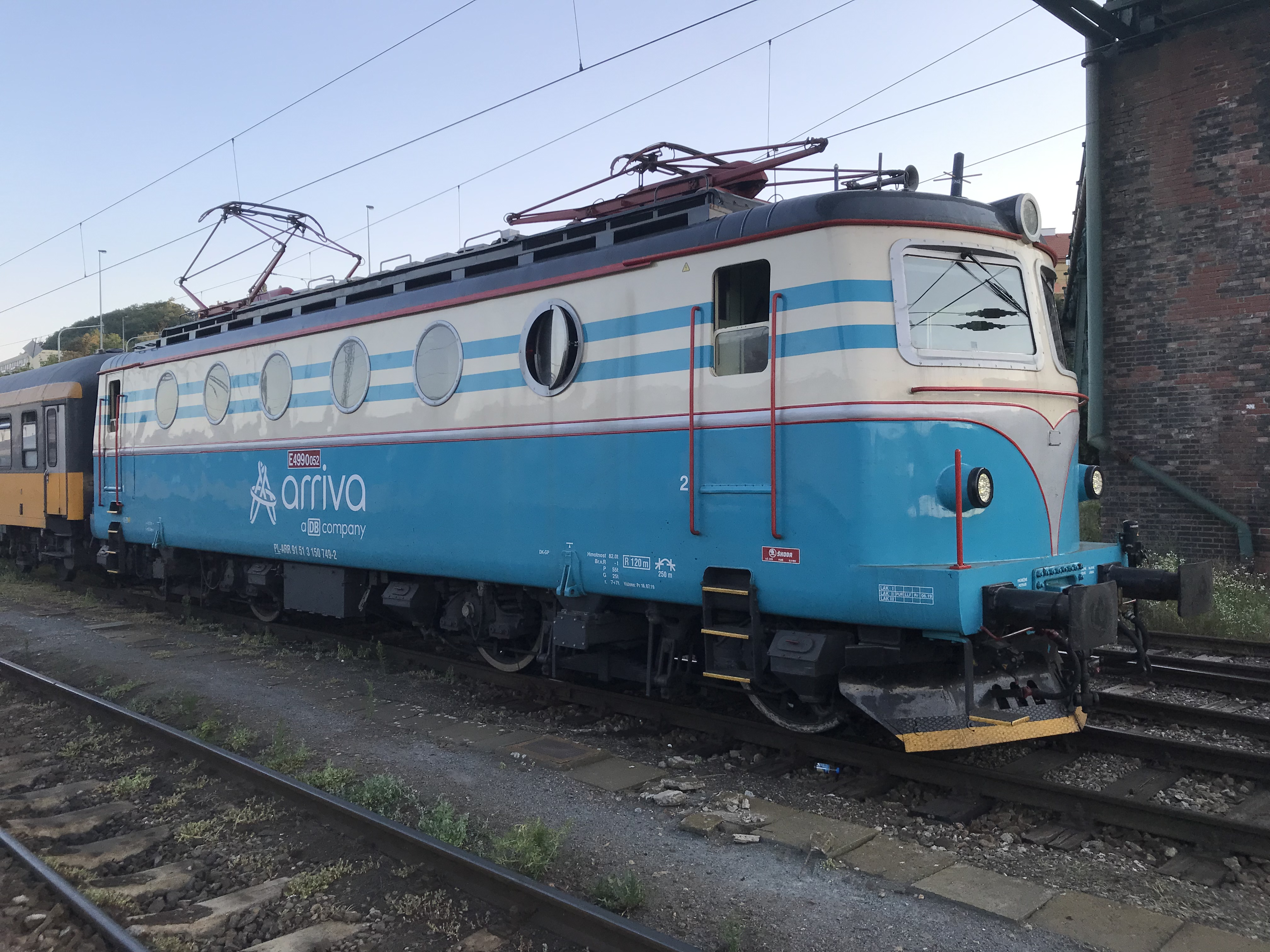
E499.0052
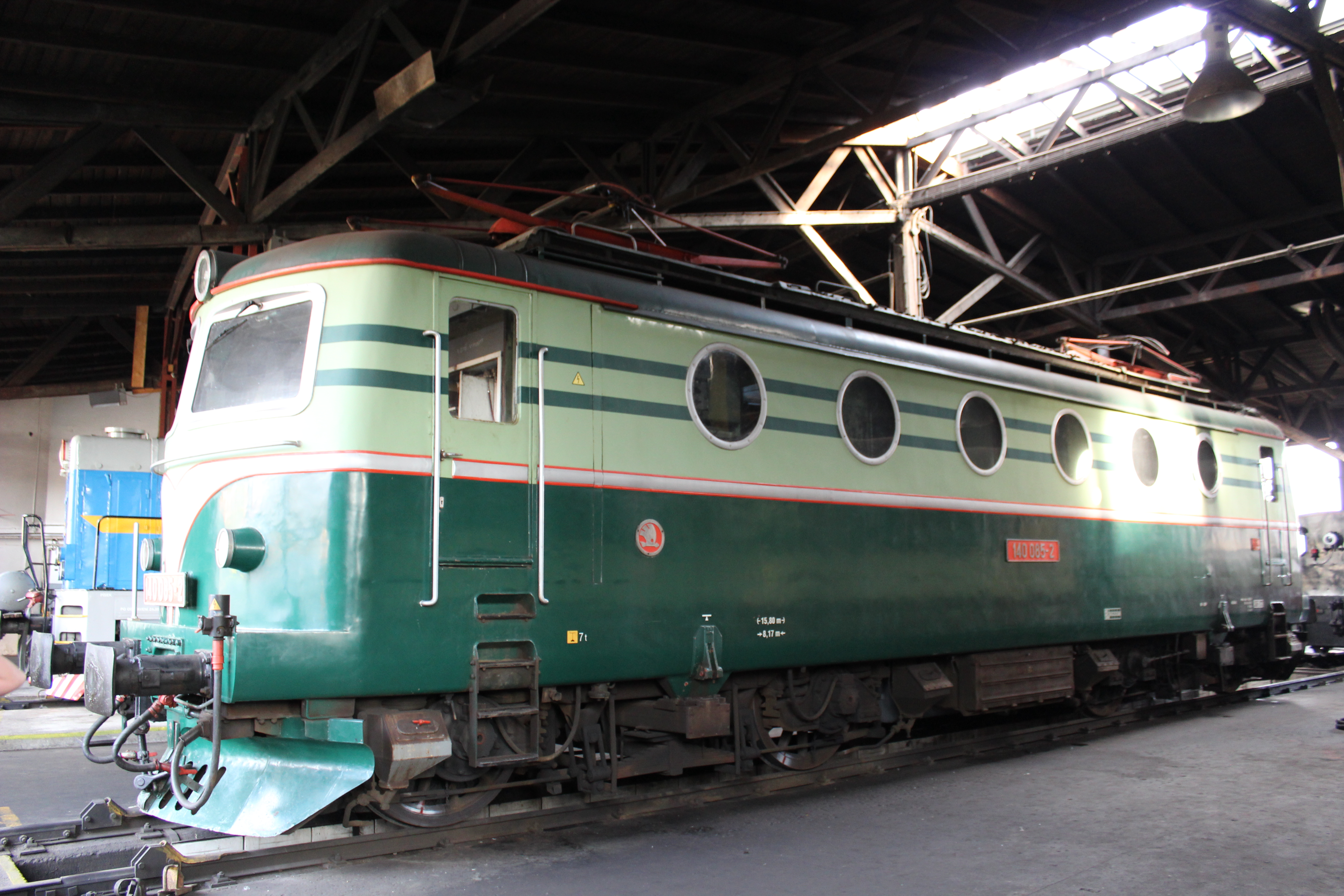
140 085
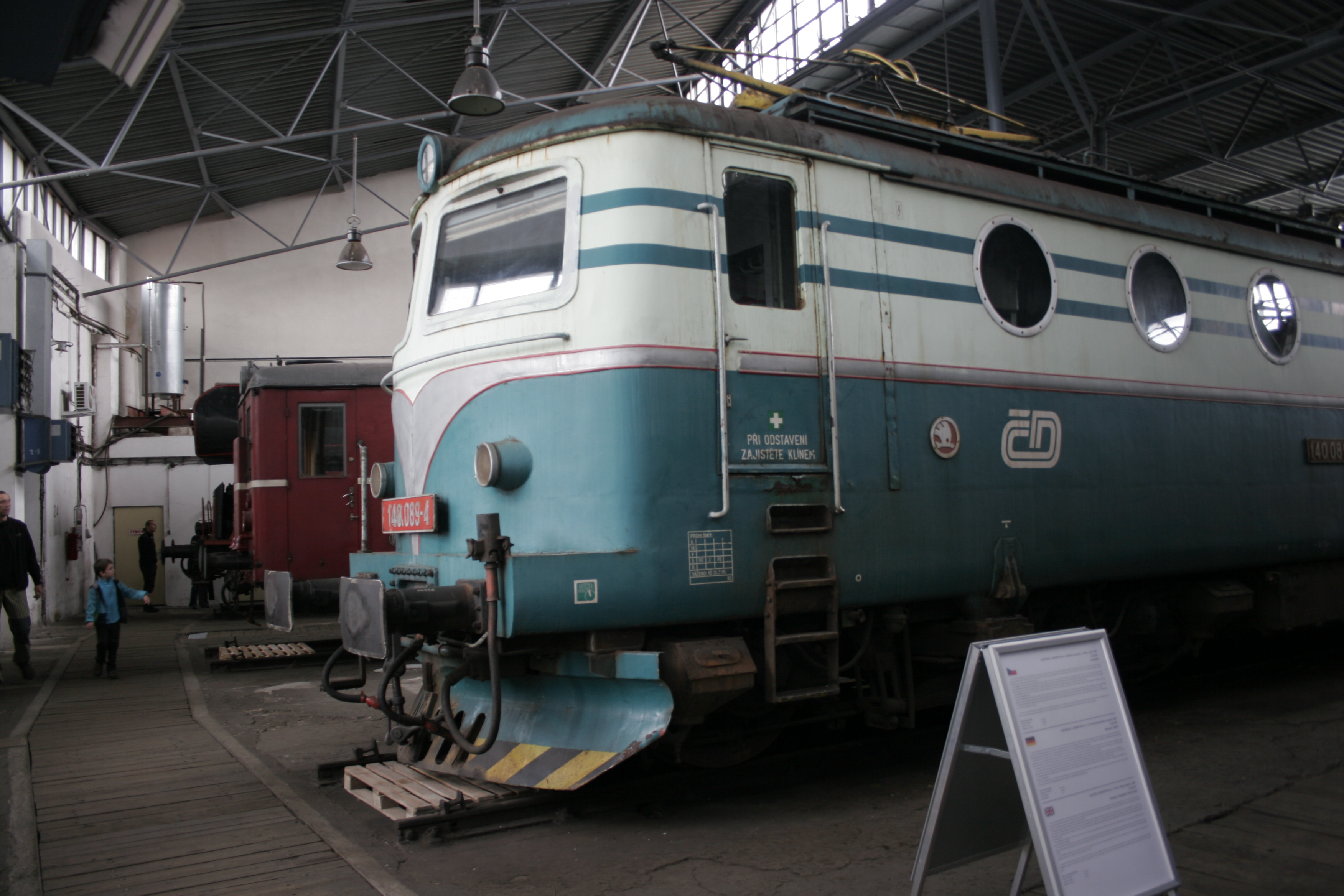
140 089

## Technische Merkmale

### Mechanischer Teil

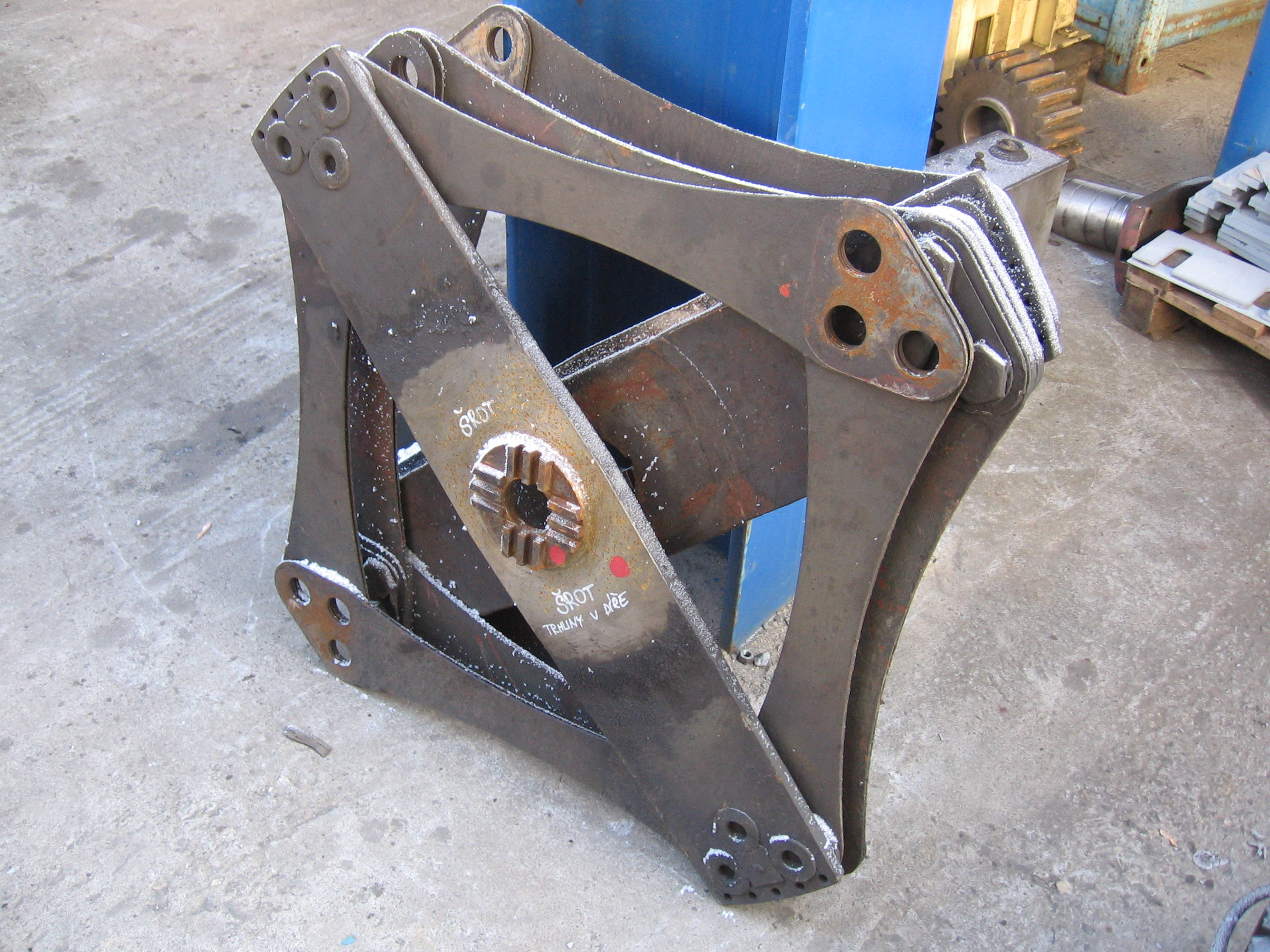
Sécheron-Lamellenkupplung

Die Lokomotiven sind mit einem vollständig geschweißten Lokomotivkasten gebaut, der sich auf zwei zweiachsige Drehgestelle abstützt. Die beiden Endführerstände sind auf der jeweils in Fahrtrichtung linken Seite durch eine Tür zugänglich. Der Maschinenraum hat auf jeder Seite jeweils sechs runde Fenster, die den Lokomotiven ihr charakteristisches Aussehen verleihen.
Die Lokomotiven sind zweistufig abgefedert. Die Primärfederung wird durch Schraubenfedern gebildet, zur Sekundärfederung dienen Blattfedern. Geführt werden die Radsätze über Gleitbolzen in den Schraubenfedern. Die Fahrmotoren sind fest im Drehgestellrahmen gelagert, die Kraftübertragung zum Radsatz erfolgt einseitig über ein Vorgelege und eine Hohlwelle mit Sécheron-Lamellenkupplung.
Die pneumatische Bremsausrüstung besteht aus einer indirekt wirkenden, einlösigen Druckluftbremse gesteuert über ein Führerbremsventil Bauart Škoda N/O und einer direktwirkenden Druckluftbremse als Zusatzbremse. Später wurde die Bremsausrüstung auf die Bauart DAKO umgebaut. Die mechanische Bremse ist eine Klotzbremse, die jedes Rad doppelseitig abbremst. Die Feststellbremse ist eine Spindelhandbremse, die auf dasselbe Bremsgestänge wirkt.

### Elektrischer Teil
Die Fahrmotoren sind sechspolige Reihenschlussmaschinen, die paarweise im Drehgestell in Reihe geschaltet sind. Jede Fahrmotorgruppe wird über einen Lüftersatz gekühlt. Die Leistungsregelung erfolgt über Gusseisenwiderstände, die auf dem Dach angeordnet sind. Über ein elektropneumatisches Schaltwerk können insgesamt 48 Fahrstufen (davon 10 Rangierfahrstufen) in Serienparallelschaltung angesteuert werden. Auf dem Dach sind zwei Scherenstromabnehmer mit pneumatischen Antrieb angeordnet. Die Spannung des Bordnetzes beträgt 48 Volt.